# Жди меня (телепередача)
«Жди меня́» (раннее название — «Ищу́ тебя́») — российское бытовое ток-шоу и в то же время народная служба поиска людей.
Программа выходит на российском телевидении с 14 марта 1998 года. Изначально она транслировалась на РТР (1998), затем — продолжительное время на ОРТ/Первом канале (1999—2017), с 2017 года выходит на НТВ. С 26 марта 2002 по 2003 год в сетке вещания «Первого канала» присутствовали повторы ток-шоу с сурдопереводом в утреннее время с понедельника по пятницу.
Производство программы — телекомпания «ВИD» при поддержке Министерства цифрового развития, связи и массовых коммуникаций России (ранее Федерального агентства России по печати и массовым коммуникациям и Министерства печати, телерадиовещания и средств массовых коммуникаций России).

## История
Первая подобного рода программа выходила на радио «Маяк» под названием «Найти человека» с 1964 по 1973 год, ведущей была писательница Агния Барто. Передача была закрыта в 1973 году по распоряжению председателя Гостелерадио СССР С. Г. Лапина. В начале 1998 года вышел выпуск программы «Взгляд», посвящённый поиску людей, в котором ведущие программы Александр Любимов и Сергей Бодров-младший принимали заявки на поиск. Программа и до этого делала сюжеты о поиске пропавших людей.
14 марта 1998 года на РТР состоялась премьера программы под названием «Ищу тебя». Авторами идеи были журналисты Оксана Найчук и Виктория Эль-Муалля. Первоначально она выходила раз в месяц по субботам в 13:00 в прямом эфире на всю территорию России. Первые несколько выпусков вела Оксана Найчук. 13 июня 1998 года к ней присоединился актёр Игорь Кваша. В конце 1998 года закончился контракт РТР и телекомпании ВИD. Вскоре был подписан новый контракт, но телекомпания больше не производила эту программу для телеканала РТР по причине возникшего конфликта сторон вокруг программы «Доброе утро, Россия!». Однако оставался один отснятый выпуск, который был показан 26 сентября 1999 года на ОРТ.
Возобновилась программа 12 октября 1999 года на ОРТ. Андрей Разбаш, продюсер телекомпании ВИD, выдвинул для этого такое условие: вести должны известные люди, прославившиеся в другой области (о чём рассказано в книге «Битлы перестройки»). Из-за этого была уволена Найчук, а ей на смену пришла актриса Мария Шукшина. Оксана Найчук не раз судилась с руководством телекомпании ВИD и с трудом 18 января 2001 года добилась выплаты компенсации в размере 2 084 460 рублей. 9 мая 2000 года, когда она решилась подавать в вышестоящий суд к Александру Зацепину на песню «Ищу тебя», название программы поменяли на «Жди меня».
Сергей Кушнерёв, будучи главным редактором «Жди меня» с 1999 по 2014 год, основал уникальную систему поиска людей, которая стала основой программы. Кушнерёв сам монтировал выпуски программы для Украины, Беларуси, Казахстана, Армении, Молдовы, а также собственноручно отвечал на все письма зрителей, приходившие в редакцию программы.
2 марта 2001 года генеральный директор телекомпании ВИD Лариса Синельщикова в интервью «Комсомольской правде» сообщила об интересе американской компании ABC к покупке лицензии на «Жди меня». По её словам, «на съёмки программы „Жди меня“ очень часто приходят иностранные журналисты. Одному корреспонденту компании Би-би-си программа так понравилась, что он сделал сюжет о ней. Сюжет этот увидели представители другой американской компании — ABC. И тоже очень заинтересовались. В результате они приняли решение связаться с ВИD. <…> Форма сделки пока обсуждается. На ABC готовы говорить о совместном производстве программы. Возможно даже, что ВИD будет сам делать американскую версию».
С 7 февраля 2005 по 21 февраля 2022 года выходила украинская версия программы.
По утверждению режиссёра программы Светланы Бодровой (вдовы Сергея Бодрова), осенью 2014 года после того, как программу взял под контроль Александр Любимов, Сергей Кушнерёв был вынужден уйти с телевидения. Акции телекомпании Кушнерёв отдал Любимову за две тысячи рублей. Бодрова вспоминает:
И у него всё забрали. Через несколько месяцев у Серёжи случился первый инсульт. У человека отобрали дело его жизни, смысл жизни. Кушнерёв не знал, как жить…
Как следствие, вся старая команда программы ушла из неё, включая режиссёров, редакторов и корреспондентов, а также саму Бодрову. Через некоторое время после ухода старого коллектива формат программы немного изменился. Теперь в центр каждого выпуска стали ставить одну или две-три сверхистории, рассказываемые по ходу выпуска.
14 сентября 2017 года ряд российских СМИ сообщили, что «Первый канал» решил не продлевать контракт с телекомпанией ВИD на производство программы «Жди меня». Основной причиной этого стал конфликт нового коллектива, набранного после ухода из программы Кушнерёва, с ведущим программы Александром Галибиным, который был уволен без ведома телеканала. При этом компания продолжала выпускать специальные выпуски программы для Украины и Казахстана (со старым оформлением и ведущими). Выпуск белорусской версии программы сначала был приостановлен, а затем вообще прекращён.
10 октября 2017 года стало известно, что программа будет выходить на НТВ. Первый выпуск состоялся 27 октября 2017 года. Формат программы теперь стал включать в себя демонстрацию хода поиска потерявшихся людей.
В первые годы существования программы с её помощью ежемесячно удавалось находить по 15-20 человек, а за 10 лет было найдено около 150 тысяч человек. К октябрю 2017 года их число увеличилось до 200 тысяч человек.
Телепередача «Жди меня» переросла в социальный проект поиска пропавших людей. С редакцией сотрудничают более 500 добровольных помощников из России, СНГ и стран дальнего зарубежья. Программа работает с Главным управлением уголовного розыска МВД России.
С октября 2000 до 2004 года выходила газета «Жди меня». До 2015 года на Казанском вокзале в Москве работал киоск «Жди меня», где также можно было оставить заявку на поиск человека.

## Ведущие
Первые несколько выпусков программы вела журналист Оксана Найчук. 13 июня 1998 года к ней присоединился известный актёр Игорь Кваша. Начиная с 12 октября 1999 года с ним в паре работала актриса Мария Шукшина.
С 28 марта по 25 апреля 2000 и снова с 4 по 19 мая 2008 года во время болезни Кваши его заменял Сергей Никоненко. С 25 апреля 2005 по 27 марта 2006 года на время декретного отпуска Шукшиной программу вела Чулпан Хаматова, а с 22 августа по 31 октября 2005 года вместо Игоря Кваши — Александр Домогаров.
С 30 ноября 2009 по 27 июня 2014 года в паре с Марией Шукшиной программу вёл Михаил Ефремов, заменяя его в основном кресле или обрабатывая за компьютером (когда Кваша возвращался) поступающие во время выпуска заявки в редакцию. С 26 апреля 2010 по 25 мая 2012 года он работал попеременно с Игорем Квашой. Последний выпуск с участием Кваши вышел в эфир 25 мая 2012 года, а 30 августа этого же года он умер. 7 сентября 2012 года, на 9-й день после смерти Игоря Владимировича Кваши, в эфир вышел выпуск в память о нём.
С 12 сентября по 14 ноября 2014 года вместо Михаила Ефремова в паре с Марией Шукшиной программу вёл Егор Бероев, 21 ноября его сменил Александр Галибин, а 26 декабря 2014 года Марию Шукшину заменила Ксения Алфёрова. В августе 2017 года Александр Галибин, без согласования с «Первым каналом», был отстранён от ведения программы.
С 27 октября 2017 по 11 августа 2018 года, после смены канала-вещателя, ведущими обновлённой версии программы были актёры Сергей Шакуров и Юлия Высоцкая, а также общественный деятель, основатель поисково-спасательного отряда «Лиза Алерт» Григорий Сергеев. Манера ведения ими передачи широко критиковалась со стороны ряда телезрителей. Праздничный выпуск 9 мая 2018 года вместе с Шакуровым провела ведущая программы НТВ «Итоги дня» Анна Янкина.
С 14 сентября 2018 по 22 сентября 2023 года программу вели Александр Лазарев-младший и Татьяна Арнтгольц. С 29 сентября 2023 по 25 октября 2024 года вместо Татьяны Арнтгольц программу вела Алёна Бабенко.
С 1 ноября 2024 года ведущей программы является Карина Андоленко.

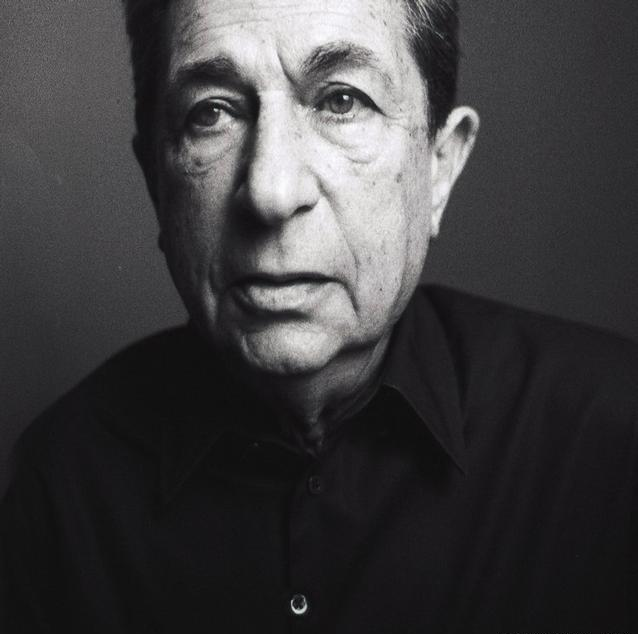
Игорь Кваша
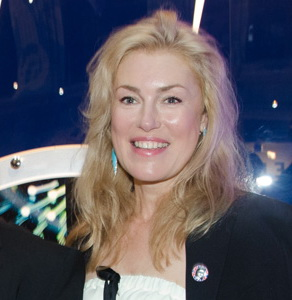
Мария Шукшина
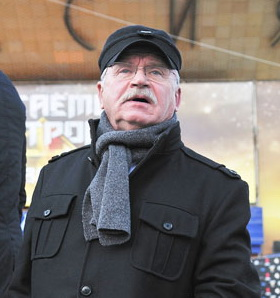
Сергей Никоненко
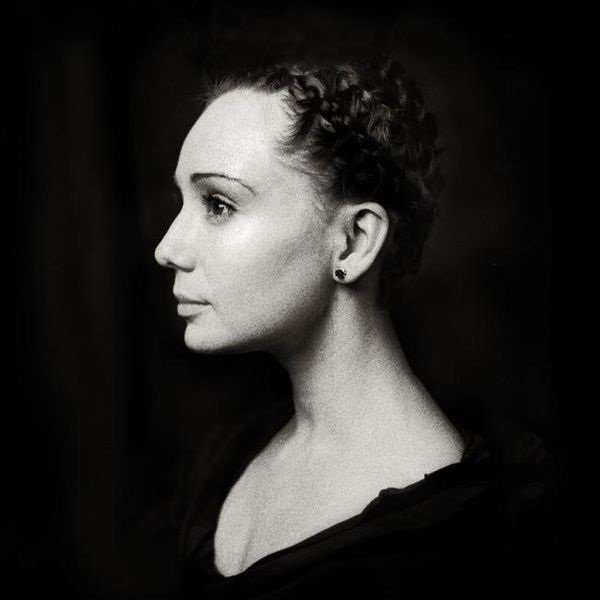
Чулпан Хаматова
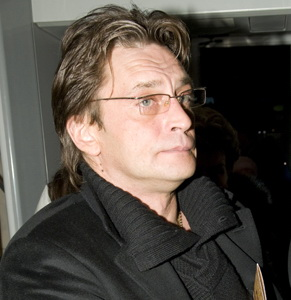
Александр Домогаров
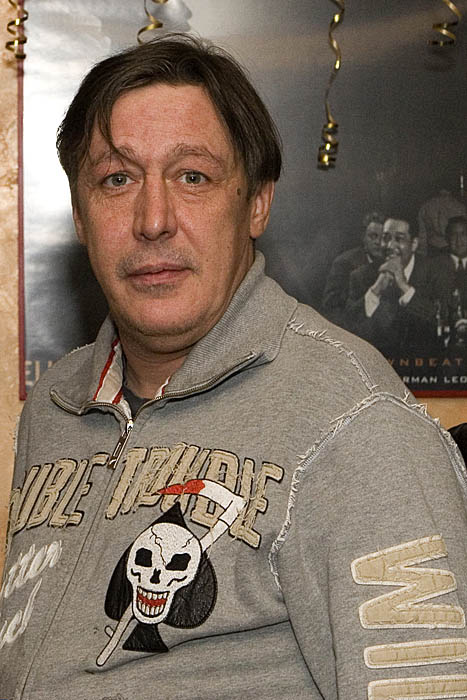
Михаил Ефремов
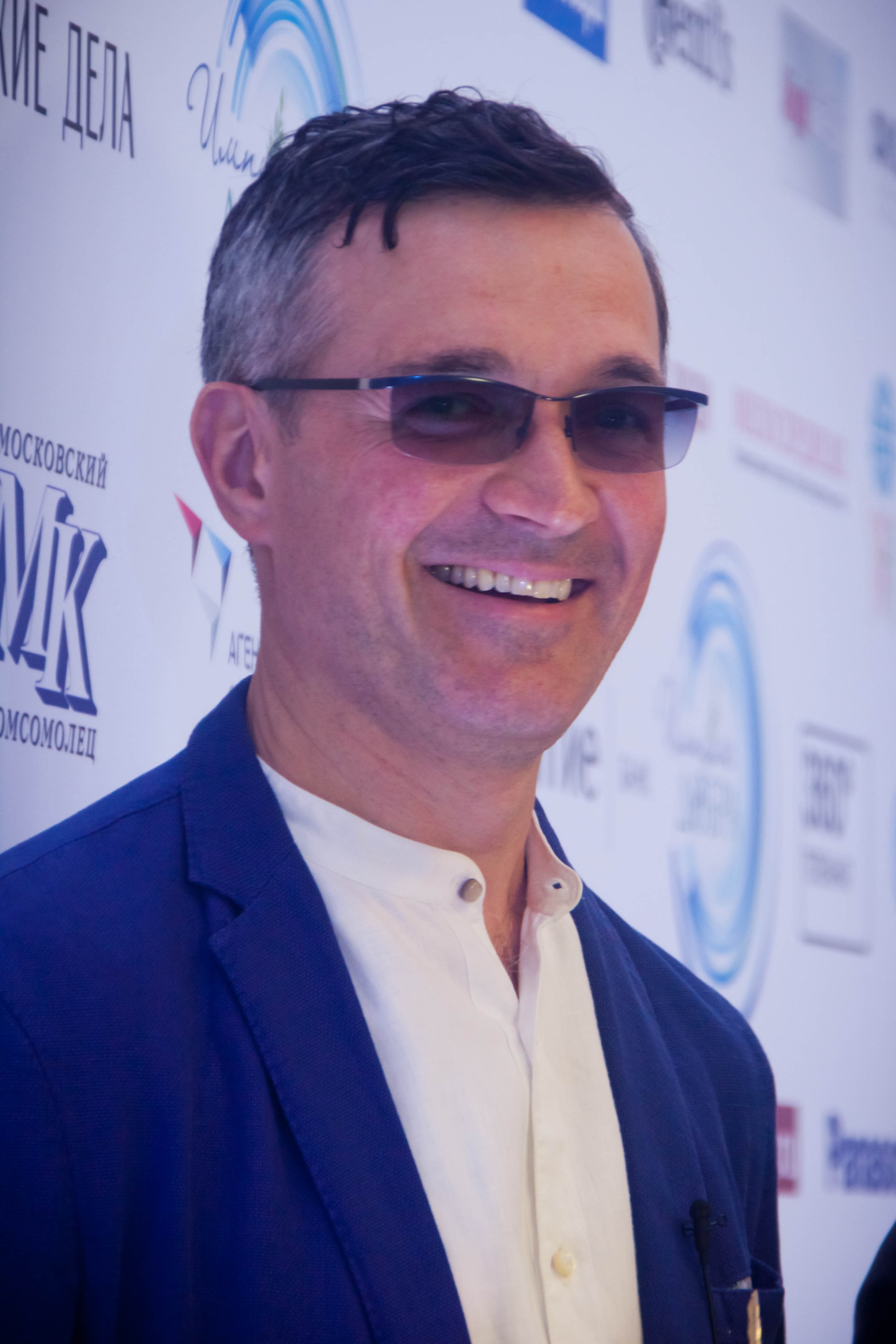
Егор Бероев
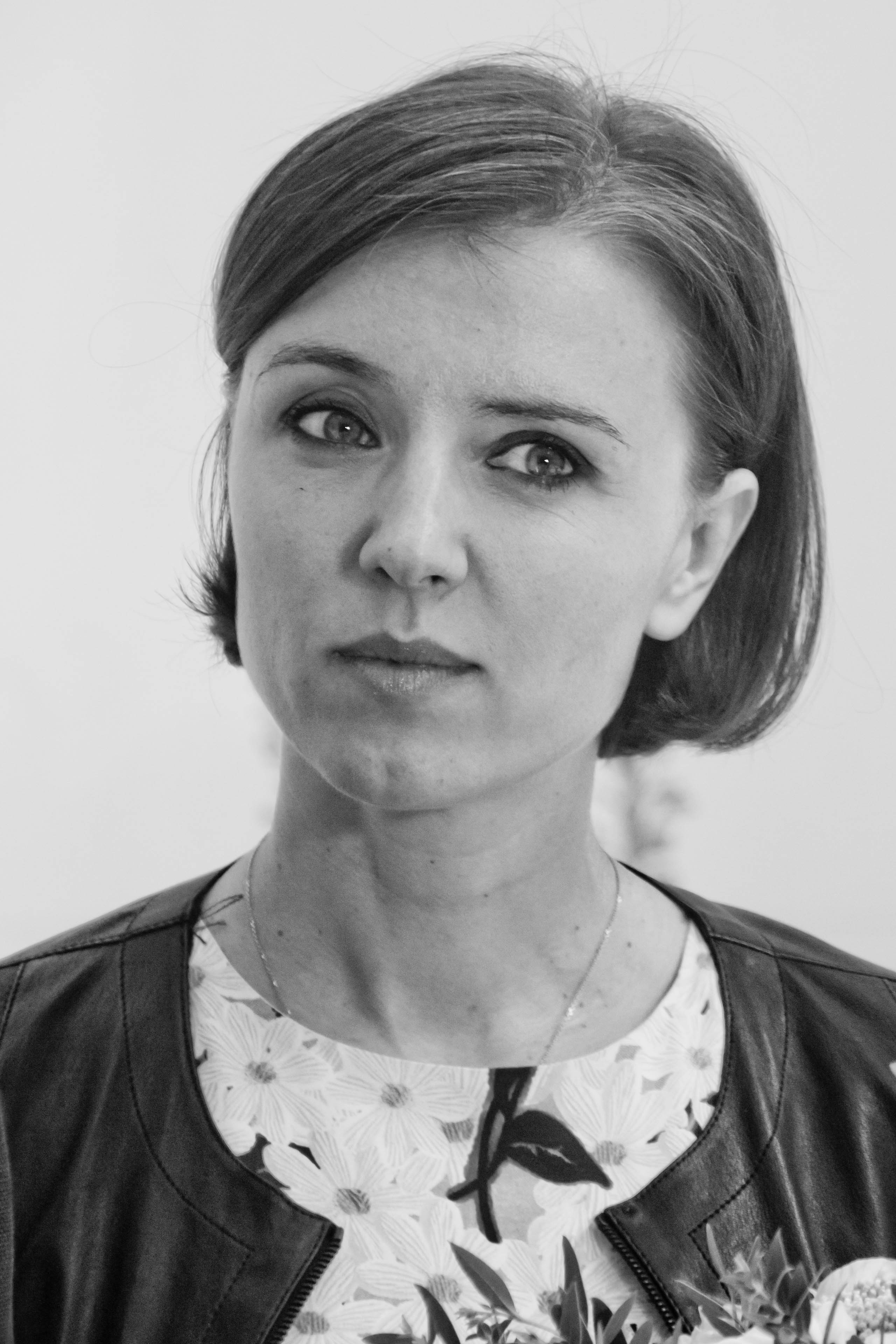
Ксения Алфёрова
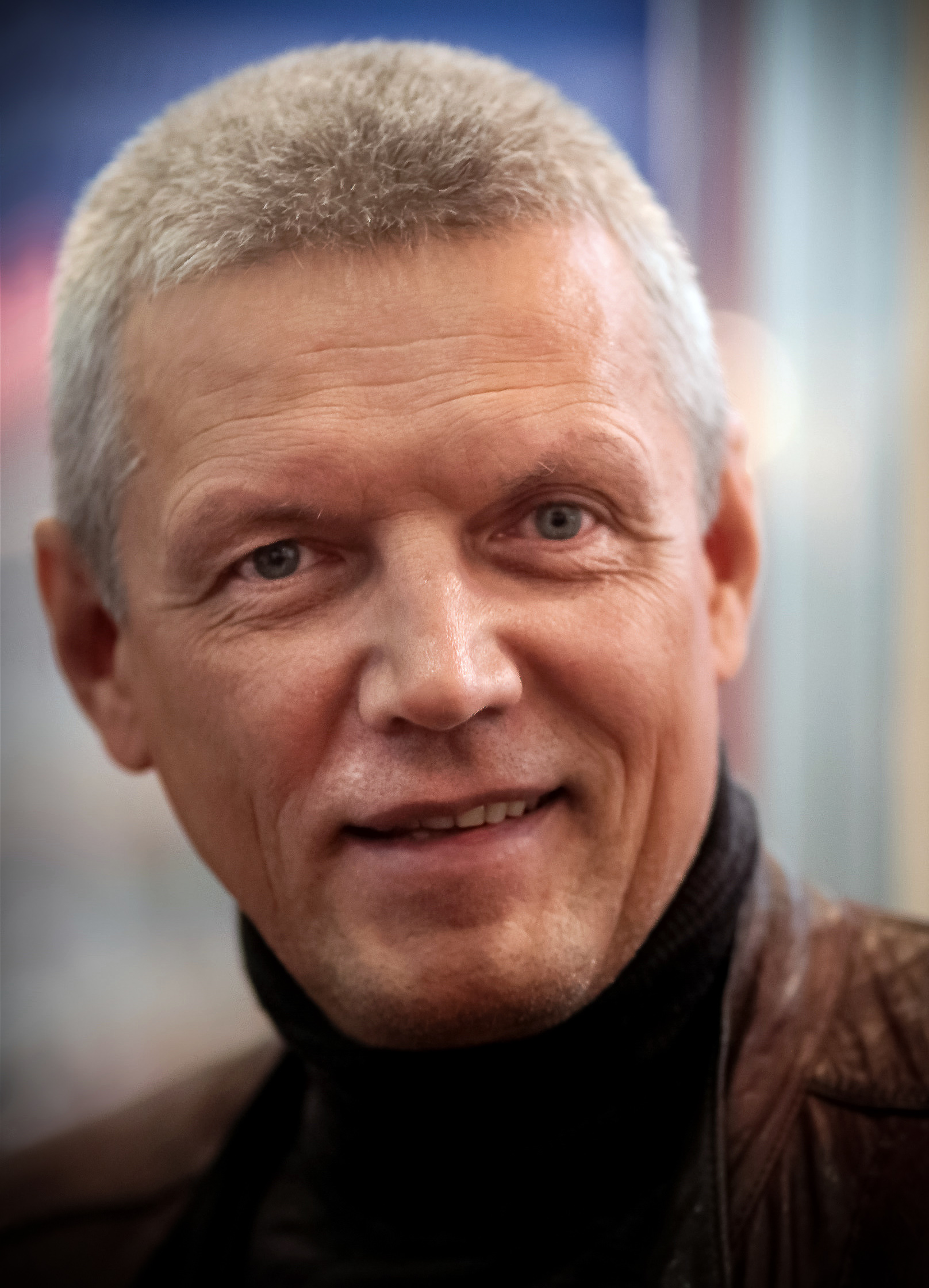
Александр Галибин
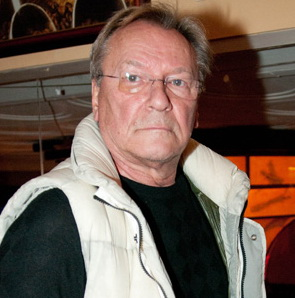
Сергей Шакуров
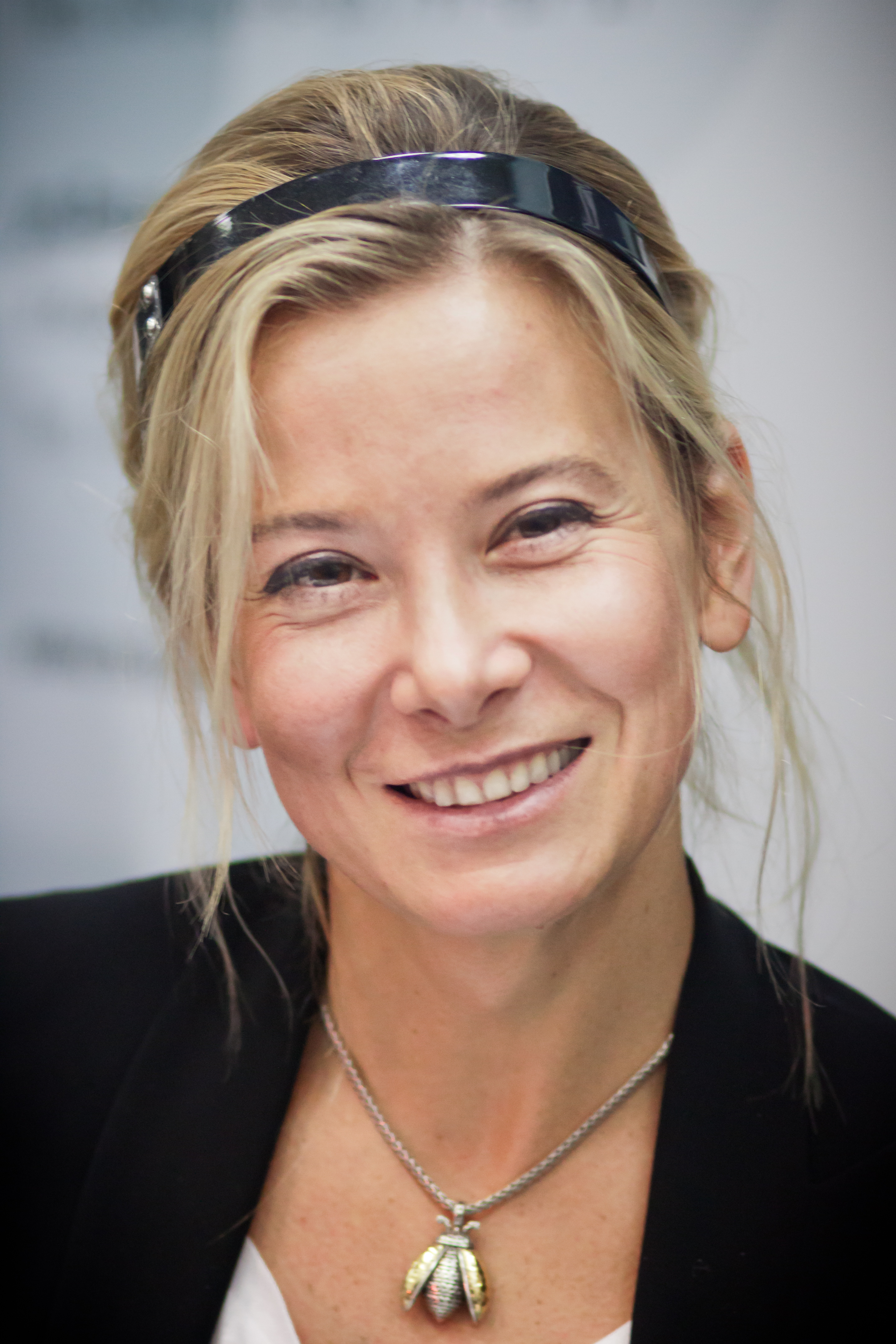
Юлия Высоцкая
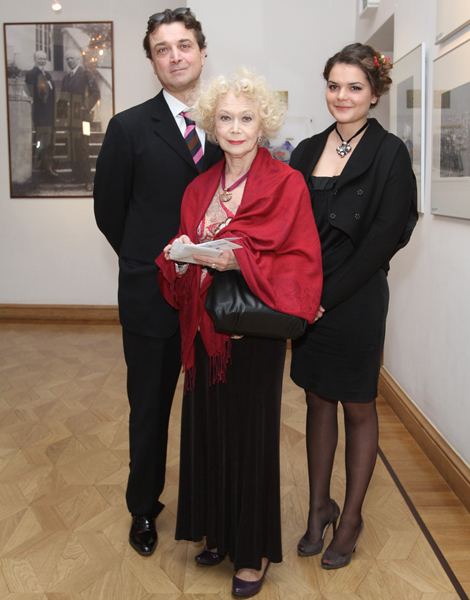
Александр Лазарев (слева)
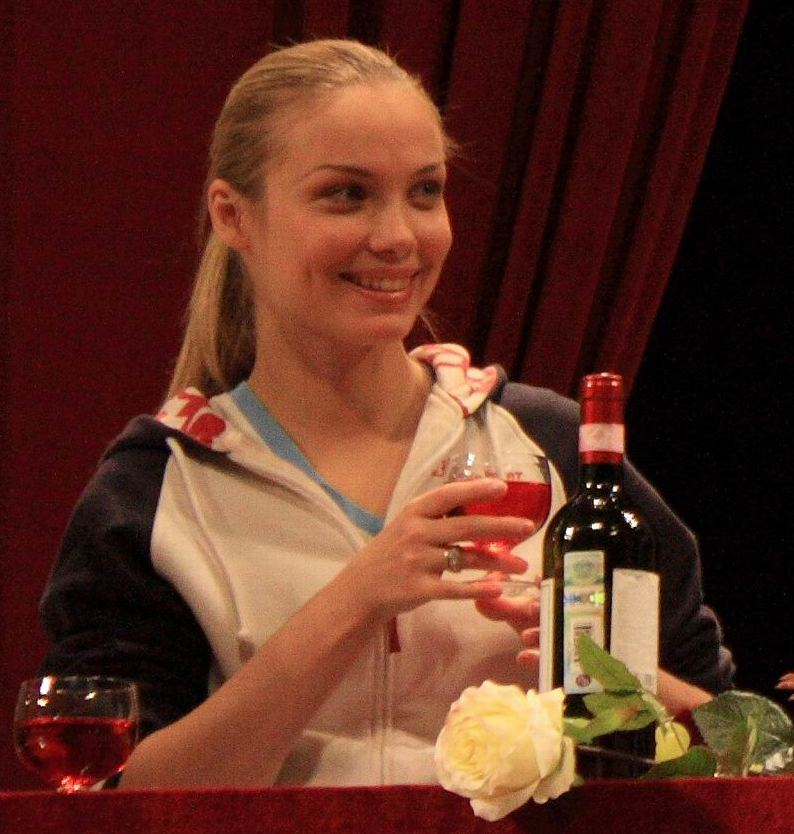
Татьяна Арнтгольц
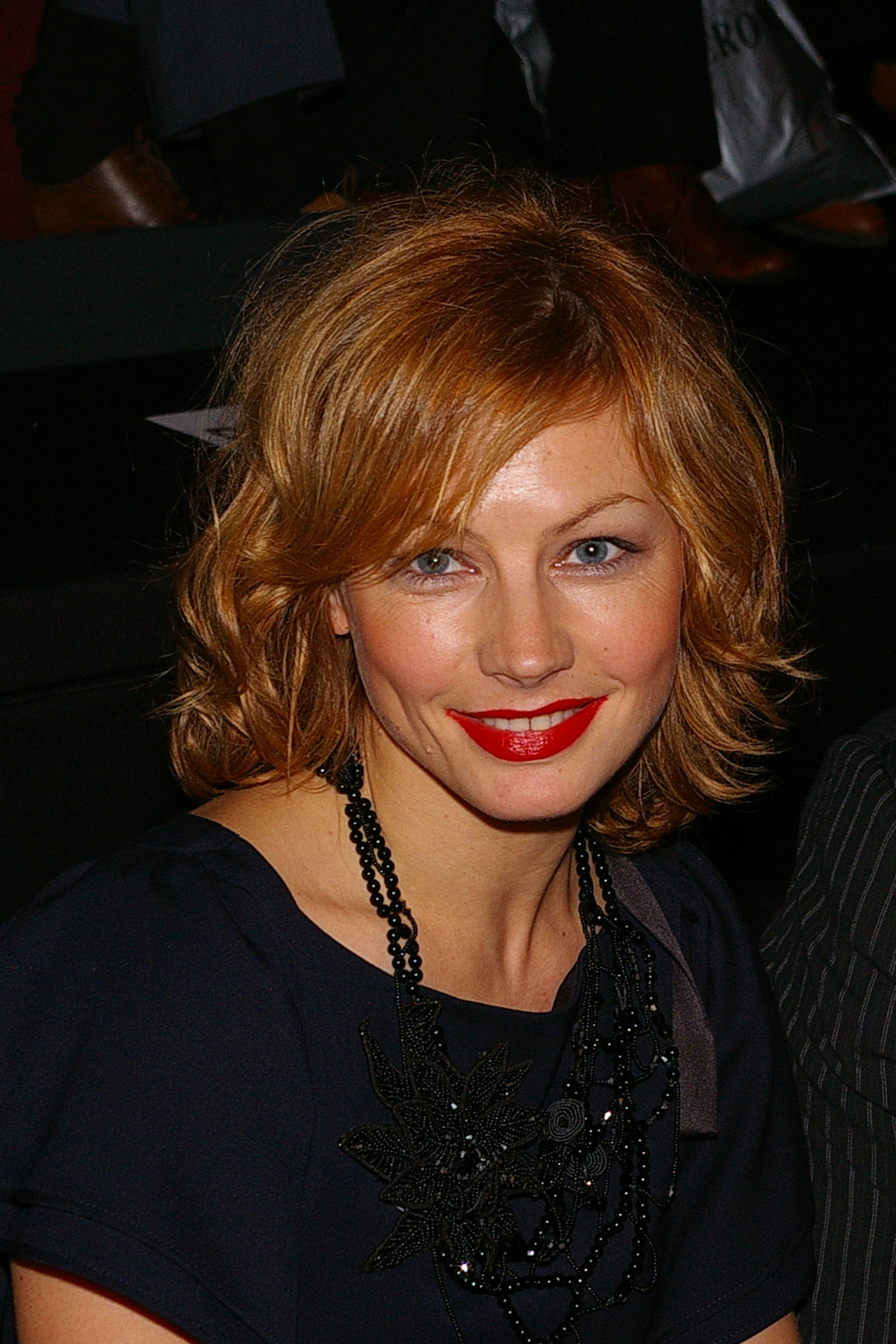
Алёна Бабенко

## Музыкальное оформление
В первом выпуске программы 14 марта 1998 года в титрах использовалась музыка композитора Владимира Голоухова, в заставке звучала композиция из американской музыкальной библиотеки. Однако уже со следующего выпуска, с 25 апреля 1998 года, она была заменена на композицию Александры Пахмутовой «Опустела без тебя земля» из фильма «Три тополя на Плющихе» в обработке Елены Дединской.
С 12 октября 1999 по 13 сентября 2004 года использовался фрагмент из Концерта для гобоя с оркестром ля минор Антонио Вивальди, RV 461 (исполняет камерный оркестр «Гнесинские виртуозы» под управлением Михаила Хохлова), а с 20 сентября 2004 по настоящее время — его аранжировка, которая 22 января 2007 года была в конце дополнена, а с 27 октября 2017 года — обновлена. В послерекламных заставках используется другой фрагмент из этой же мелодии.

## Международный формат
С 2005 года ВИD начал производство «Жди меня» и для других стран. С тех пор «Жди меня» выходит в международном формате. Первоначально выходил аналог «Жди меня» на «Интере» (Украина).
С 2009 года выходят аналог «Жди меня» на ОНТ (Беларусь) («Жди меня» регулярно выходила на ОНТ с 2009 по 2016 год, с октября 2016 по июнь 2017 года «Жди меня» выходила в формате рубрики в утреннем канале «Наше утро») и аналог «Жди меня» на «Первом канале Евразия» (Казахстан).
С 2010 по 2017 год выходил аналог «Жди меня» на Prime (Молдова). С 2011 по 2013 и с 2018 года выходит аналог «Жди меня» на «Армении 1» (Армения). 14 февраля 2010 года вышел аналог «Жди меня» в КНР.
Попытки выхода аналога «Жди меня» в Индии в 2006 и 2011 годах не увенчались успехом.
Проводятся телемосты посредством спутниковой связи с Aзербайджаном, Беларусью, Казахстаном, Молдовой, Эстонией, Латвией, Литвой, КНР, США, Израилем, Индией, Филиппинами, Турцией, Великобританией, Арменией, Германией, Польшей и Аргентиной. В крупнейших городах этих стран в специальных студиях собираются люди, желающие рассказать о тех, кого они ищут.
Аналоги есть также и в других странах: «Ищу тебя» (Азербайджан), «Где ты?» (Киргизия) и т. п.
В 2008 году на основе сюжетов передачи был сделан документальный мини-сериал «Невероятные истории про жизнь», который транслировался также на «Первом канале».

## Серия книг
В 2006 году издательство «Эксмо» выпустило первую книгу серии «Жди меня. 1-й ТВ канал — серия книг рейтинговой программы» под названием «Жди меня… Энциклопедия человеческих судеб» (400 страниц). Первоначальный тираж книги составил 12 000 экземпляров.
В 2007 году издательство «Эксмо» выпустило вторую и третью книги серии «Жди меня. 1-й ТВ канал — серия книг рейтинговой программы». Вторая книга получила название «Жди меня… Линия любви» (208 страниц) и её первоначальный тираж составил 8 000 экземпляров, а третья книга называлась «Жди меня… Линия судьбы» (176 страниц) и её первоначальный тираж составил 6 000 экземпляров.

## Награды
| Награды и номинации | Награды и номинации                         | Награды и номинации | Награды и номинации | Награды и номинации |
| Год                 | Награда                                     | Категория           | Результат           |                     |
| ------------------- | ------------------------------------------- | ------------------- | ------------------- | ------------------- |
| 2018                | Национальная телевизионная премия ТЭФИ 2018 | Дневное ток-шоу     | Победа              |                     |

## Похожие проекты
- В Азербайджане существует аналогичная телепередача, которая называется так же, как изначально называлась «Жди меня» (Səni axtarıram).
- На немецком телеканале Sat.1 в 1992—1998 годах выходила телепередача «Bitte melde dich![нем.]» (с нем. — «Пожалуйста, объявись!»), в 2012 году произошёл перезапуск программы[нем.] на том же телеканале с ведущей Юлией Ляйшик[нем.].